# 小梨直
小梨 直（こなし なお、1958年 - ）は、日本の翻訳家。
東京都生まれ。上智大学卒業。

## 訳書
- 『スパイは過去に追われる』（カート・マクスウェル、二見書房、二見文庫）1987
- 『愛の生活』（ローリー・ムーア、白水社）1991
- 『南仏プロヴァンスの木陰から』（ピーター・メイル、河出書房新社）1993
- 『小悪魔アザゼル18の物語』（アイザック・アシモフ、新潮社、新潮文庫）1996
- 『ゾウがすすり泣くとき - 動物たちの豊かな感情世界』（ジェフリー・M・マッソン、スーザン・マッカーシー、河出書房新社）1996
- 『ビッグフィッシュ - 父と息子のものがたり』（ダニエル・ウォレス、河出書房新社）2000
- 『西瓜王』（ダニエル・ウォレス、河出書房新社）2004
- 『最後の晩餐の作り方 』（ジョン・ランチェスター、新潮社、新潮文庫）2006
- 『プロヴァンスの贈りもの』（ピーター・メイル、河出書房新社）2007
- 『図書室からはじまる愛』（パドマ・ヴェンカトラマン、白水社）2010
- 『シフト』（ジェニファー・ブラッドベリ、福音館書店）2012
- 『食べることも愛することも、耕すことから始まる - 脱ニューヨーカーのとんでもなく汚くて、ありえないほど美味しい生活 』（クリスティン・キンボール、河出書房新社）2012
- 『ゆきのうえ ゆきのした』（ケイト・メスナー文、クリストファー・サイラス・ニール絵、福音館書店）2013
- 『これ、食べていいの?　ハンバーガーから森のなかまで - 食を選ぶ力』（マイケル・ポーラン、河出書房新社）2015
- 『世界のおばあちゃん料理』（ガブリエーレ・ガリンベルティ、河出書房新社）2016
- 『つちづくり にわづくり』（ケイト・メスナー文、クリストファー・サイラス・ニール絵、福音館書店）2017
- 『旅の終わりに』（マイケル・ザドゥリアン、東京創元社）2017